# Confiscare
Confiscare înseamnă trecerea gratuită (ca măsură de siguranță sau ca sancțiune) în patrimoniul statului, în temeiul unei hotărâri judecătorești, a unui bun sau a tuturor bunurilor aparținând unei persoane (fizice sau juridice).
În România, confiscarea nu se extinde și pentru rudele condamnaților.

## Istoric
Inițial, în dreptul roman, confiscarea a fost sechestrarea și transferul proprietății private către fisc (trezorerie) de către împărat; prin urmare, creditarea, sub autoritatea legală, a proprietății private către stat.
În legea modernă engleză, aceasta cuprinde confiscarea în cazul bunurilor și reversiunea în cazul terenurilor, pentru infracțiune sau în lipsa moștenitorilor. De asemenea, bunurile pot fi confiscate de stat pentru încălcări ale statutului vamal, accizelor sau explozivilor.
În Regatul Unit, o hotărâre de confiscare este o hotărâre judecătorească pronunțată în temeiul părții a doua (Anglia și Țara Galilor), a părții a treia (Scoția) sau a părții a patra (Irlanda de Nord) a Legii privind infracțiunile din 2002, care impune unui inculpat condamnat să plătească o sumă specificată bani către stat până la o dată specificată.
În Statele Unite, printre „măsurile de război” din timpul războiului civil american, au fost adoptate acte în 1861 și 1862, confiscând proprietățile utilizate în scopuri „insurecționale” și proprietățile în general ale celor care se angajează în rebeliune.

## Scopurile confiscării
- Prevenirea îmbogățirii în urma săvârșirii unui act ilegal
- Compensarea prejudiciilor cauzate victimei, prin confiscarea veniturilor din activități criminale
- Prevenirea recidivei.

## Tipuri de confiscare
În legislația mai multor state se disting două tipuri de confiscare: confiscarea penală (lat. personam) și confiscarea în afara procedurilor penale (lat. in rem). Aceste tipuri de confiscări se disting prin procedura de recuperare a activelor. Primul tip presupune procedură penală și condamnare. În unele țări se aplică și  confiscarea administrativă.

### Confiscare penală
Confiscarea penală este îndreptată împotriva unei persoane condamnată într-un proces penale și poate fi ca parte a pedepsei stabilite de instanță. Procedua constă în trecerea, forțată și gratuită, în proprietatea statului a bunurilor utilizate la săvârșirea infracțiunilor sau rezultate din infracțiuni. În cazul în care bunurile utilizate nu mai există, sau nu pot fi identificate  se confiscă contravaloarea acestora.

### Confiscarea administrativă
Confiscarea administrativă nu implică o hotărâre judecătorească. Acest tip de confiscare este adesea folosit pentru confiscarea activelor dacă sechestrul bunurilor nu este în litigiu și sunt îndeplinite cerințele necesare (în special, notificarea părților, absența obiecțiilor înregistrate etc.). Confiscarea administrativă este de obicei asociată cu aplicarea legislației vamale, lupta împotriva traficului de droguri, legi care necesită raportarea circulației valutare în străinătate.

## Tendințe moderne
La sfârșitul anilor 1980, a existat o renaștere a interesului pentru confiscare ca instrument de prevenire a criminalității, care a fost dezvoltat în paralel cu interesul pentru incriminarea spălării banilor. O serie de instrumente internaționale, începând cu Convenția de la Viena din 1988, au sugerat cu fermitate adoptarea unor dispoziții legale care să permită confiscarea bunurilor obținute pe cale infracțională. Cele 40 de recomandări ale Grupului de Acțiune Financiară (GAFI) și-au exprimat importanța ca instrument de prevenire a criminalității. 
O tendință suplimentară a fost inversarea sarcinii probei în scopul facilitării confiscării. Spre surprinderea multora, este de fapt destul de legal pentru agențiile de aplicare a legii să ia proprietatea de la persoane care nu au fost condamnate pentru o crimă încă ca pierdere a activelor civile, o practică care aduce în fiecare an venituri de milioane de dolari, afectând în mod disproporționat persoane fără mijloace sau acces la un avocat.

## Convenția Consiliului Europei privind confiscarea
Convenția Consiliului Europei privind spălarea, depistarea, confiscarea și confiscarea produselor infracțiunii (Strasbourg, 8 noiembrie 1990) a fost ratificată prin Legea federală a Federației Ruse nr. 62-FZ din 28 mai 2001.

## Vezi și
- Expropriere
- Grupul de Acțiune Financiară
- Spălare de bani